# Vilejka
Vilejka (belarusiska: Вілейка) är en stad i Minsks voblast i Belarus. Vilejka, som för första gången nämns i ett dokument från år 1599, hade 26 831 invånare år 2016.
Under andra världskriget ockuperades staden av nazisterna och dess judiska befolkning mördades.